# 外东站
外東站（韓語：외동역）是朝鮮民主主義人民共和國平安南道价川市的一個鐵路車站，属于戴建線。

## 邻近车站
戴建線
無盡台站 - 外東站 - 凤仓站